# Oxidercia carpnophora
Oxidercia carpnophora là một loài bướm đêm trong họ Noctuidae.